# Reinaldo Paul Pérez Machado
Reinaldo Paul Pérez Machado (* 2. Dezember 1955) ist ein brasilianischer Geograph und Kartograf kubanischer Herkunft.

## Biografie
Pérez Machado schloss 1981 ein Geographie-Studium an der Universität von Havanna ab. 1990 schloss er ein Nachdiplomstudium am International Institute for Aerospace Survey and Earth Sciences ab. 2001 promovierte er in Humangeographie am Geographischen Institut der Universität São Paulo (USP). Er absolvierte Postdoktorate an der Universität Barcelona (2006–2007) und am Center for International Earth Science Information Network (CIESIN) der Columbia University (2009). Durch das Förderprogramm Erasmus Mundus war Pérez Machado 2010 Gastprofessor an der Faculty of Geo-Information Sciences and Earth Observation (ITC) der Universität Twente und an der Universität Lund. 2012 habilitierte (livre-docência) er am Geographischen Institut der USP. Seit 2018 ist er dort Vollzeitprofessor (Professor titular).
Pérez Machado befasst sich besonders mit der stadtgeographischen Kartographie, mit Raumanalyse, Fernerkundung und der Anwendung von Geoinformationssystemen zur Analyse sozialer Fragen.

## Schriften (Auswahl)
- Reinaldo Paul Pérez Machado: Mapping restoration priorities in Havana’s historic center. In: ITC Journal. Nr. 3, 1994, ISSN 0303-2434, S. 211–214 (englisch).
- Magda Adelaide Lombardo, Reinaldo Paul Pérez Machado: Aplicação das técnicas de sensoriamento remoto e sistemas de informações geográficas nos estudos urbanos. In: Revista do Departamento de Geografia (USP). 1996, S. 5–11, doi:10.7154/RDG.1996.0010.0001 (portugiesisch).
- Buchkapitel in: Ana Fani Alessandri Carlos, Ariovaldo Umbelino de Oliveira (Hrsg.): Geografias de São Paulo – Representação e Crise da Metrópole. São Paulo: Contexto, 2004. ISBN 978-85-7244-274-9
- Reinaldo Paul Pérez Machado: Proceso de geocodificación urbana: ejemplos de su aplicación en la ciudad de Barcelona. In: Revista Catalana de Geografía. Band 65, 2008, S. 626–640 (spanisch, online [abgerufen am 29. Juli 2021]).
- Andréa Paula Peneluppi de Medeiros, Nelson Gouveia, Reinaldo Paul Pérez Machado, Miriam Regina de Souza, Gizelton Pereira Alencar, Hillegonda Maria Dutilh Novaes, Márcia Furquim de Almeida: Traffic Related Air Pollution and Perinatal Mortality: a Case-Control Study. In: Environmental Health Perspectives. Band 117, Nr. 1, 2008, S. 127–132, doi:10.1289/ehp.11679, PMID 19165399 (englisch).
- Reinaldo Paul Pérez Machado: Procesos de geocodificación urbana: Los casos de São Paulo y Barcelona. In: Revista Catalana de Geografía. Band 13, Nr. 33, 2008, S. 113 (spanisch, online [abgerufen am 29. Juli 2021]).
- Reinaldo Paul Pérez Machado: Nuevas tecnologías en la geografía contemporánea: consideraciones sobre un debate español. In: Biblio 3w (Barcelona). Band 14, 2009, S. 809 (spanisch, online [abgerufen am 29. Juli 2021]).
- Rúbia Gomes Morato, Fernando Shinji Kawakubo, Ericson Hideki Hayakawa, Reinaldo Paul Pérez Machado: Análise da expansão urbana por meio de composições coloridas multitemporais. In: Mercator. Band 10, Nr. 22, 2011, S. 221–231, doi:10.4215/RM2011.1022.0014 (portugiesisch).
- Reinaldo Paul Pérez Machado, Christopher Small: Identifying multi-decadal changes of the Sao Paulo urban agglomeration with mixed remote sensing techniques: Spectral mixture analysis and night lights. In: EARSeL eProceedings. Band 12, 2013, S. 101–112, doi:10.12760/01-2013-2-03 (englisch).
- Reinaldo Paul Pérez Machado: Os novos enfoques da Geografia com o apoio das tecnologias da informação geográfica. In: Revista do Departamento de Geografia. Band 1, 2014, S. 203–241, doi:10.11606/rdg.v0i0.548 (portugiesisch).
- Ligia Vizeu Barrozo, Reinaldo Paul Pérez-Machado, Christopher Small, William Cabral-Miranda: Changing spatial perception: dasymetric mapping to improve analysis of health outcomes in a megacity. In: Journal of Maps. Band 12, Nr. 5, 2016, S. 1242–1247, doi:10.1080/17445647.2015.1101403 (englisch).
- Reinaldo Paul Pérez Machado, Violêta Saldanha Kubrusly, Ligia Vizeu Barrozo, Mingyu Chen, Chaolin Gu: Social cartography of São Paulo Metropolitan area: A multivariate analysis applied to the urban continuum. In: Geographical Research. Band 35, 2016, S. 1370–1382 (englisch, online [abgerufen am 29. Juli 2021]).
- Fernando Shinji Kawakubo, Reinaldo Paul Pérez Machado: Mapping coffee crops in southeastern Brazil using spectral mixture analysis and data mining classification. In: International Journal of Remote Sensing (Online). Band 37, Nr. 14, 2016, S. 3414–3436, doi:10.1080/01431161.2016.1201226 (englisch).
- R. G. Morato, Reinaldo Paul Pérez Machado, Marcos Roberto Martines: Mapeamento da justiça ambiental e racismo ambiental na bacia do Córrego do Morro do „S“, São Paulo/SP. In: Geoambiente On-Line. Band 30, 2018, S. 214–233 (portugiesisch, online [abgerufen am 29. Juli 2021]).
- Reinaldo Paul Pérez Machado, Ulisses Denache Vieira Souza: Social-Environmental Atlas of the Lençóis Maranhenses area in Northeastern Brazil. First results of a methodological approach. In: Abstracts of the ICA. Band 1, 2019, S. 1–2, doi:10.5194/ica-abs-1-235-2019 (englisch).
- Andrew Maroko, Juliana Maantay, Ligia Vizeu Barrozo, Reinaldo Paul Pérez Machado: Improving Population Mapping and Exposure Assessment: Three-Dimensional Dasymetric Disaggregation in New York City and São Paulo, Brazil. In: Papers in Applied Geography. Band 5, Nr. 1–2, 2019, S. 45–57, doi:10.1080/23754931.2019.1619092 (englisch).